# Outlast 2
Outlast 2 (estilizado cómo OU⸸LASTII) es un videojuego de terror psicológico y supervivencia en primera persona desarrollado y publicado por Red Barrels. Es la secuela del videojuego de 2013 Outlast, y comienza cuando Blake Langermann, un cámara y documentalista al que encarnamos, y su mujer Lynn Langermann, una periodista, se dirigen en helicóptero a una región recóndita en el desierto de Arizona, siguiendo las pistas de una investigación de un extraño suceso. Jane Doe, una joven embarazada de ocho meses, ha aparecido en mitad de la nada en una carretera, para después suicidarse en un hospital. Cuando se están acercando al lugar, la población de Temple Gate, el helicóptero en el que viajan Blake y su esposa se estrella, y al despertar nos encontramos con que Lynn ha desaparecido, siendo nuestro objetivo encontrarla y escapar del lugar.
Poco después del lanzamiento y la popularidad de Outlast, la compañía de Red Barrels anunció la secuela. Las demostraciones del juego se lanzaron entonces en PAX del este y E3 2016 el 22 de abril y el 15 de junio respectivamente, con un lanzamiento programado para el otoño de 2016. Sin embargo, debido a complicaciones y desarrollo, el juego fue retrasado a Q1 2017 poco después de su demostración gratuita. El juego se estrenó el 25 de abril del 2017 para Microsoft Windows, PlayStation 4 y Xbox One. Fue lanzado para Nintendo Switch el 27 de marzo de 2018.

## Jugabilidad
Outlast 2 al igual que su predecesora es un juego de survival horror en primera persona, donde el jugador solo controla al protagonista, Blake Langermann quien a diferencia de otros protagonistas del género no posee habilidades de defensa personal o maneja un arma de fuego; en su lugar, el personaje puede correr, escalar, saltar, desplazarse, esconderse, bucear e interactuar con los objetos de su entorno, por lo que se verá obligado a eludir a los muchos enemigos a lo largo de la partida al ocultarse ya sea debajo de camas y dentro de barriles vacíos o casilleros. A diferencia del primer juego, Outlast 2 se ubica en un escenario más grande y menos lineal, ubicado en lo que se interpreta son los desiertos de Chancon. Por lo que además de la aldea y la iglesia de los enemigos, el jugador también se desplazara por ríos, valles e incluso una mina.
Otra característica del primer juego es el uso de una cámara de vídeo y su visión nocturna para poder desplazarse en entornos oscuros, dado que el uso excesivo de la cámara gasta la batería, el jugador deberá recolectar en varias ocasiones las baterías a lo largo de los escenarios. Como una cualidad adicional, la cámara tiene integrado un micrófono con el que el personaje puede escuchar a sus enemigos a distancia o en otra habitación.
La resistencia y salud del personaje es frágil al punto en que puede ser herido con suma facilidad por los enemigos o durante las persecuciones de manera que el personaje tiene integrado como cualidad "curarse" con el uso de vendas que como las baterías están repartidas en los entornos. Aunque es posible recuperar la salud mientras se mantenga fuera del alcance de los enemigos. A su vez Blake Langermann con diferencia de Miles Upshur y Waylon Park usa lentes lo que limita el rango de visión del personaje los cuales pierde de vez en cuando en la exploración de diversos lugares.

## Argumento
Blake y Lynn Langermann son una pareja de reporteros que deciden viajar al desierto de Arizona a realizar un reportaje sobre el más reciente caso que investigan; la misteriosa muerte de una joven embarazada sin identificar que fue encontrada deambulando sola cerca del desierto de Arizona. Mientras sobrevuelan por la zona en un helicóptero, una intensa luz los aturde y posteriormente sufren de un accidente aéreo por una falla en el motor. Blake sobrevive al incidente solo para descubrir al piloto muerto y despellejado en una estaca, y a Lynn desaparecida. Mientras rastrea a su esposa, Blake descubre a una pequeña aldea habitada por fanáticos religiosos que como los menonitas viven aislados de la civilización en su propia comunidad. Blake también descubre que ellos tienen capturada a Lynn; a quien acusan de estar embarazada del anticristo, razón por la que intentan asesinarla. Si bien Blake consigue reunirse con ella cuando se escapa de ellos, esta se rehúsa hablarle sobre su supuesto embarazo antes de que los dos sean atacados por otros fanáticos que son eliminados por «herejes» que al contrario de la aldea, desean que Lynn de luz al bebé y la secuestran dejando al camarográfo a su suerte.
Al buscar una manera de volver al pueblo Blake se hace amigo de uno de los aldeanos, Ethan quien le explica que no tiene interés en matarlo por decepcionarse del culto, en especial cuando intentaron eliminar a su hija adolescente por haberse embarazado y a quien tuvo que ayudar a escapar, lo que ocasiona que Blake lo identifique como el padre de la chica fallecida. Al escuchar de Blake que su hija logró escapar del desierto, un agradecido Ethan le da asilo a Blake para que descanse en su cabaña al ignorar lo que le sucedería a su hija después. Pero cuando Blake despierta este contempla como es asesinado violentamente por Martha, una de las seguidoras más fieles del culto «El nuevo testamento de Ezequiel» que lo elimina por no darle la ubicación del «forastero». Sin saber como localizar a Lynn, Blake se dirige a la capilla de la aldea, allí el ve cómo el líder del culto, Sullivan Knot, tortura a una pareja de herejes para averiguar el paradero de Lynn, que se encuentra en la mina de la montaña, según confiesa el aldeano torturado antes de ser ejecutado junto a su esposa.
Buscando una manera de llegar a la mina, Blake se abre paso por el bosque de la aldea esperando adelantarse a los fanáticos. A lo largo de su búsqueda, Blake sufre de lo que parecen ser alucinaciones relacionadas con recuerdos de su niñez que involucran la escuela en la que estudió, una amiga suya de nombre Jessica Grey y a un grotesco monstruo. Blake se adentra a un campamento de seguidores exiliados que creen que sus enfermedades infecciosas son un castigo por sus pecados y al encontrarse a Blake, el líder de estos Laird Byron lo cree una especie de mesías por su relación con Lynn y procede a crucificarlo esperando repetir la historia de Jesucristo con él. Aunque Blake se libera y recupera su cámara, los exiliados siguen anhelando que Blake los salve e intentan enterrarlo vivo. El camarografo se las arregla para perder a los exiliados en un puerto donde la mayoría de estos incluyendo a Byron mueren en un intento de impedir su escape. 
Blake usa una balsa para desplazarse por los ríos, en su camino descubre un documento de un viajero que revela que el comportamiento anormal de los aldeanos es ocasionado por una torre radiofrecuencias de la corporación Murkoff. Tras ingresar en la mina este vuelve a toparse con los herejes, comandados por su líder Val, quienes crean una orgía para celebrar el nacimiento del bebé de Lynn quien ya tiene más de ocho meses embarazada. Mientras Blake es asaltado sexualmente por Val, sufre de otra alucinación en la que recuerda como su amiga Jessica murió a manos de un sacerdote y maestro de la escuela el padre Loutermilch que presumiblemente abusaba de ella. Para cuando Blake recobra la conciencia descubre que el culto de Knot ha eliminado a los herejes y consigue reunirse con Lynn en el bosque; juntos intentan escapar de una repentina tormenta eléctrica que los obliga a buscar refugio en una cabaña abandonada. Allí la pareja es atacada por Martha, que quiere matarlos para honrar a su culto, pero muere al ser empalada por la cruz del refugio durante la tormenta. Con el bebé de Lynn y Blake a punto de nacer, Lynn consigue dar a luz a una saludable niña pero muere tras el parto dejando a Blake devastado que se desmaya mientras lamenta la muerte de su esposa. 
Al día siguiente Sullivan aparece ante Blake que le revela que ha matado a todos sus seguidores por no haber impedido el nacimiento del anticristo al hacer que ingieran sustancias tóxicas y le pide que mate a la bebé antes de degollarse a sí mismo. Mientras Blake deja el pueblo con su hija en brazos, contempla la aldea devastada y cómo varios de sus habitantes se suicidan en masa. Mientras Blake se prepara para dejar Temple Gate ve cómo el sol produce una luz cegadora que parece consumir todo a su paso; al instante Blake inexplicablemente se ve a sí mismo como un niño de nuevo mientras se reúne con su amiga Jessica que da gracias a Dios por reunirse y afirma que no lo dejara ir de nuevo mientras se ponen a rezar juntos.

## Desarrollo
Luego del gran éxito con el que fue recibido Outlast, Red Barrels confirmó el desarrollo de Outlast 2 el 23 de octubre de 2014. También se reportó que el escenario y personajes del juego original no volverían, descartando una continuación directa de la historia del primer juego. En una entrevista con Bloody Disgusting, el cofundador Philippe Morin comento «en verdad queremos continuar mejorando nuestro material, pero eventualmente haremos las cosas de la misma manera.»
El 28 de octubre de 2016 en las cuentas oficiales de Facebook y Twitter de Red Barrels, una publicación que presentaba un boletín con documentos con la palabra, «Clasificado», y «mañana» fueron compartidas. Al día siguiente, el teaser trailer del juego fue lanzado en su cuenta de YouTube.

## Lanzamiento
El juego estuvo disponible de forma oficial el 25 de abril de 2017 para Microsoft Windows, PlayStation 4, y Xbox One. Junto al lanzamiento digital, y un paquete especial físico llamado Outlast Trinity, que contiene todos los juegos de la saga Outlast que estará disponible. La fecha del lanzamiento del juego estaba intencionada para otoño del 2016 a menos de un año del estreno del primer juego, pero hasta agosto se reveló que el juego se pospondría hasta 2017.
Alrededor del mes de marzo, se armó una controversia cuando la Oficina de clasificación de cine y literatura de Australia se rehusó a concederle a Outlast 2 una clasificación "R18+", utilizada para calificar videojuegos extremos, citando que el juego exhibía "violencia sexual"; dado que sin la clasificación, el juego no podía ser vendido en Australia. Finalmente, algunos días después, el juego obtuvo la clasificación "R18+" sin ser modificado, permitiendo su venta.

## Recepción

### Críticas
El videojuego fue recibido generalmente con críticas mixtas.
Lucy O'Brien de IGN le dio al juego una calificación de 8.3 en una escala de 1 al 10 citando: "Outlast 2′ es una magnífica secuela que construye sobre los sustos del original en 2013, incluso, si sus ambiciosos temas no siempre aterrizan. Navegar por su mundo puede ser frustrantemente inconsistente, pero hay una trastocada creatividad que no había visto en un juego de horror en mucho tiempo. Juégalo a todo volumen, en la oscuridad”".
Scott Butterworth de Gamespot calificó al juego con un 7 y cita que el compromiso del juego con su concepto es su mayor fortaleza y debilidad así como criticar la carencia de novedades que el juego ofrece en comparación a su primera parte, resumiendo en su crítica: "Piénsalo como un viaje por una asombrosa casa embrujada: no tienes mucho control y algunas veces la atracción se daña por uno o dos momentos, pero está diseñada para garantizar asustarte como nunca".
Phillip Kollar de Polygon le dio a la secuela un 7.5 describiendo a Outlast 2 como una experiencia de terror en varias facetas así como criticar la frustración ocasionada por la jugabilidad, concluyendo: "Este juego logró hacerme sentir a menudo como basura. Trajo de regreso algunas de las más difíciles memorias que había sepultado en épocas pasadas. Mis reacciones a esa angustia sin duda alimentaron el juego, pero más que nada, respeto que ‘Outlast 2’ tenga un particular foco e intensidad en sacar esas emociones. Eso por sí solo hizo valer el tiempo para mí."
Elise Favis de Game Informer le dio al juego un 7.75/10 reconociendo al juego como una buena experiencia aterradora centrando sus críticas en lo tedioso de la jugabilidad y la duración del juego: "Outlast 2′ genera más preguntas de las que responde y mucho queda a tu interpretación. Esta ambigüedad podría haber funcionado, pero hace que el final sea insatisfactorio. Incluso con sus problemas es una viaje intenso que te hace cuestionar tu cordura. Su sangrientos giros son lo que buscas y ‘Outlast 2’ entrega bastante para mantenerte al borde de tu silla".
Defa del blog Atomix le dio a Outlast 2 una reseña moderada en la que alabó el sistema de sonido del juego, la atmósfera y el tono pero criticó su diseño de escenarios y la historia del juego llamándola "predecible" y "llena de clichés" pero a pesar de eso Defa concluyó: "No ha terminado la segunda mitad del año y nos llega un nuevo survival horror con aportaciones bastante interesantes, pues a pesar de que Outlast 2 se mantiene por un camino seguro, la realidad es que es un producto sólido que cumple con lo que cualquier fanático del género está esperando."

## Secuela
Outlast 3 fue confirmada oficialmente en diciembre de 2017, pese a que no hubo una fecha especificada o plataformas consideradas en aquel entonces. Durante este anunció, Red Barrels confirmó que debido a que no podría agregar fácilmente contenido descargable para Outlast 2 dado a su estructura, tienen planeado compartir contenido relacionado con Outlast antes del lanzamiento de Outlast 3.
Meses después el título oficial fue confirmado como The Outlast Trials como un juego plataformero de horror que fue anunciado en octubre del 2019 y sin ser una secuela directa de Outlast 2. Su trama, inicialmente como una precuela de Outlast, es sobre un misterioso experimento en la guerra fría y se ubica en el mismo universo ficticio de los juegos. El cofundador de Red Barrels David Chateauneuf afirmó que el concepto está completado y que el equipo del juego ahora está en desarrollo.
El 18 de mayo de 2023 sale en formato Early Access el Outlast Trials